# Johann Ramaré
Johann Ramaré est un footballeur français né le 5 juin 1984 à Rennes. Il évolue au poste de milieu de terrain axial. Après sa carrière de joueur, il se reconvertit en entraîneur.

## Biographie

### Joueur
Johann Ramaré est né à Rennes. Il commence le football à l'âge de 8 ans dans le club de la JA Mordelles en Ille-et-Vilaine avant de rejoindre à 13 ans le centre de formation du Stade rennais. Il suit au même moment ses études et décroche un baccalauréat économique et social. C’est sous le maillot du Stade rennais que Johann Ramaré fait ses premiers pas dans les compétitions nationales. Membre de l’équipe des moins de 18 ans nationaux, il remporte la coupe Gambardella en 2003. Cette même année, il fait ses premiers matchs en CFA avec la réserve professionnelle du Stade rennais FC. Il s’impose peu à peu dans le groupe CFA et devient capitaine de l’équipe lors de la saison 2005–2006 mais restera amateur, sans jamais faire une seule apparition en Ligue 1 ou même avec l’équipe première. Laissé libre, il tape dans l'œil de l'entraîneur de l'US Boulogne, Philippe Montanier, qui s'empresse de le faire venir dans le Nord. 
Recruté par l'Union Sportive Boulogne Côte d'Opale en 2006 alors que le club évolue en National (3e division), il s'impose rapidement comme un titulaire indiscutable. Titularisé 34 fois et auteur de 3 buts lors de sa première saison avec le club, Johann Ramaré franchit un cap. En fin de saison, le club est promu en Ligue 2. Après deux premières saisons complète en L2, le club est promu en Ligue 1 pour la première fois de son histoire. Il joue donc ses premiers matchs de Ligue 1 lors de la saison 2009-2010, mais le club termine avant-dernier et redescend en Ligue 2 en fin de saison et le contrat de Johann n'est pas renouvelé.
Lors de l'été 2010, il rejoint le Stade de Reims qui évolue en Ligue 2 mais il n'est que très peu utilisé. Lors de la saison 2011-2012, il termine vice-champion de France de Ligue 2 et il retrouve la Ligue 1 le temps d'une saison puisqu'il n'est pas conservé par le club au terme de la saison et s'engage le 24 juillet 2013 au Stade brestois pour 3 ans. Capitaine de l'équipe, il y devient un rouage essentiel, disputant 79 matchs en deux saisons de Ligue 2. À un an de la fin de son contrat, il rejoint la Franche-Comté et le FC Sochaux-Montbéliard qui évolue au même échelon.
En avril 2016, il fait partie d'une liste de 58 joueurs sélectionnables en équipe de Bretagne, dévoilée par Raymond Domenech qui en est le nouveau sélectionneur.
Le 14 juin 2017, il s'engage librement avec le Valenciennes FC. Les contacts avec son nouveau club ont été établis par l'intermédiaire de Nicolas Rabuel, ancien coéquipier à Boulogne-sur-Mer.

### Entraîneur
Une fois sa carrière de joueur terminée, Johann Ramaré se reconvertit dans l'entraînement. En juin 2021, après un an de formation au CNF Clairefontaine, il est diplômé du DESJEPS mention football. En mai 2022, il est admis à la formation pour le brevet d'entraîneur formateur de football (BEFF), qui se déroulera pendant un an au CNF Clairefontaine.
En club, Ramaré passe deux ans au Stade brestois 29 en tant qu'adjoint des U17 Nationaux puis des U19 Nationaux puis est entraîneur des U17 Nationaux du Stade de Reims. Il est nommé deuxième adjoint de Franck Haise au Racing Club de Lens en juillet 2023, en remplacement de Yannick Cahuzac. Il s'occupe en particuliers des « jeunes talents » de l'effectif professionnel lensois,.
Il quitte le RC Lens en juin 2024 pour l'OGC Nice.

## Statistiques
| Saison                | Club                   | Championnat           | Championnat | Championnat | Coupe nationale | Coupe nationale | Coupe de la Ligue | Coupe de la Ligue | Total | Total |
| Saison                | Club                   | Division              | M.          | B.          | M.              | B.              | M.                | B.                | M.    | B.    |
| 2006-2007             | US Boulogne            | National              | 36          | 3           | 1               | 0               | -                 | -                 | 37    | 3     |
| 2007-2008             | US Boulogne            | Ligue 2               | 37          | 1           | 4               | 0               | 3                 | 0                 | 44    | 1     |
| 2008-2009             | US Boulogne            | Ligue 2               | 32          | 1           | 5               | 0               | 2                 | 0                 | 39    | 1     |
| 2009-2010             | US Boulogne            | Ligue 1               | 17          | 1           | 1               | 1               | -                 | -                 | 18    | 2     |
| 2010-2011             | Stade de Reims         | Ligue 2               | 11          | 0           | 2               | 0               | -                 | -                 | 13    | 0     |
| 2011-2012             | Stade de Reims         | Ligue 2               | 14          | 0           | -               | -               | -                 | -                 | 14    | 0     |
| 2012-2013             | Stade de Reims         | Ligue 1               | 22          | 0           | 1               | 0               | 1                 | 0                 | 24    | 0     |
| 2013-2014             | Stade brestois 29      | Ligue 2               | 36          | 1           | 2               | 0               | 1                 | 0                 | 39    | 1     |
| 2014-2015             | Stade brestois 29      | Ligue 2               | 35          | 0           | 4               | 0               | 1                 | 0                 | 40    | 0     |
| 2015-2016             | FC Sochaux-Montbéliard | Ligue 2               | 21          | 1           | 2               | 0               | 2                 | 0                 | 25    | 1     |
| 2016-2017             | FC Sochaux-Montbéliard | Ligue 2               | 23          | 0           | 1               | 0               | 1                 | 0                 | 25    | 0     |
| 2017-2018             | Valenciennes FC        | Ligue 2               | 28          | 0           | 2               | 0               | 2                 | 0                 | 32    | 0     |
| 2018-2019             | Valenciennes FC        | Ligue 2               | 32          | 2           | 1               | 0               | -                 | -                 | 33    | 2     |
| Total sur la carrière | Total sur la carrière  | Total sur la carrière | 344         | 10          | 26              | 1               | 13                | 0                 | 383   | 11    |

## Palmarès
Avec les équipes de jeunes du Stade rennais, il remporte la Coupe Gambardella en 2003 et est vice-Champion de France des réserves professionnelles en 2006.
Il est également vice-champion de France de Ligue 2 avec le Stade de Reims en 2012.